# Rue de la Calandre

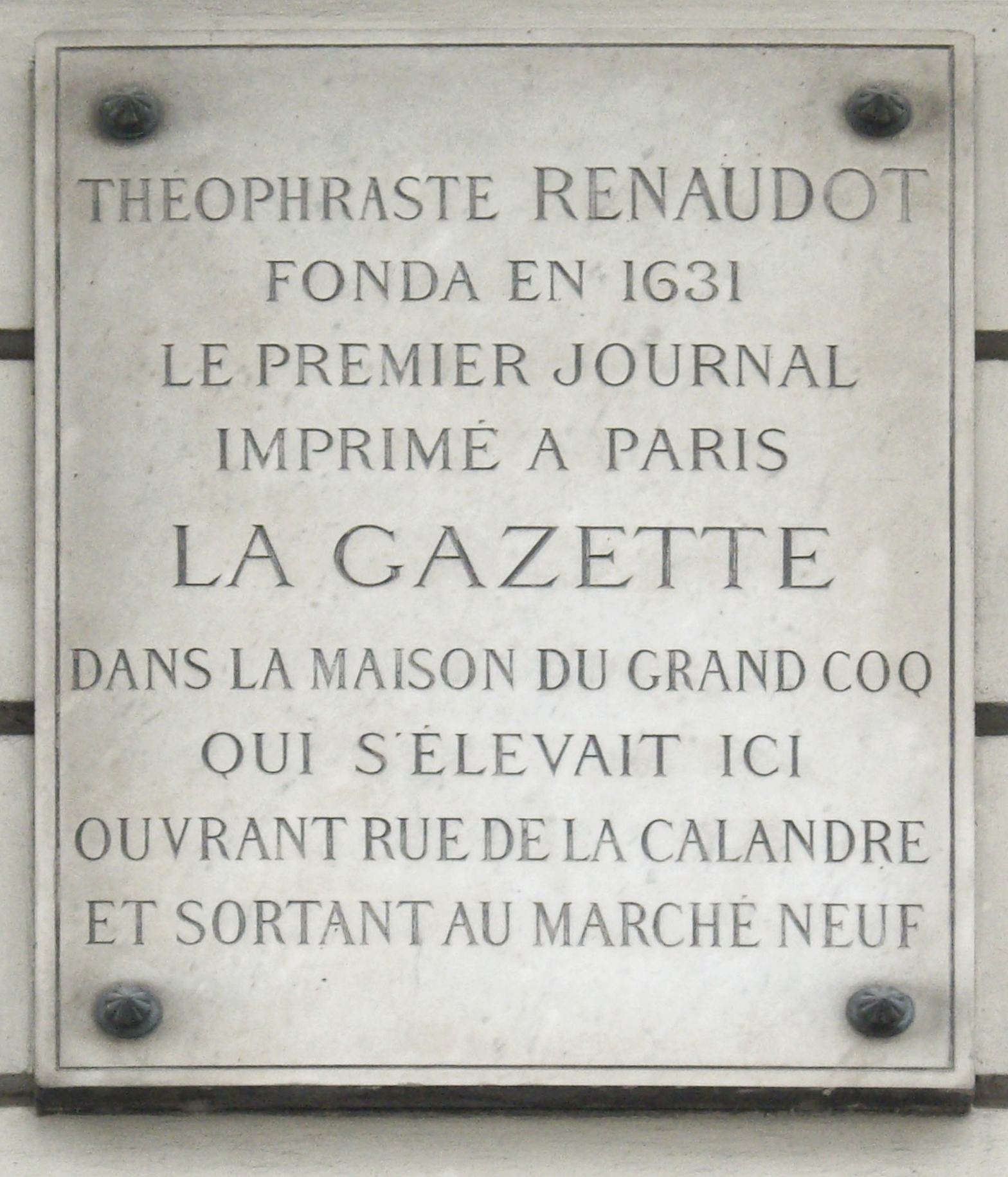
Plaque commémorant la publication de La Gazette.

La rue de la Calandre est une ancienne rue de Paris, aujourd'hui disparue. Elle était située quartier de la Cité sur l'île de la Cité et a disparu lors de la reconstruction du bâtiment de la préfecture de police de Paris.

## Origine du nom
L'origine du nom proviendrait d'un des ancêtres de Jean de la Kalendre mentionné dans le censier de Saint-Éloi. D'autres historiens y voient plutôt une référence aux calandres, machines pour presser et donner du lustre à des étoffes.

## Situation
Elle commençait rue de la Cité (rue de la Juiverie et rue du Marché-Palu avant 1834) et finissait rue de la Barillerie (moitié ouest de l'actuel boulevard du Palais). Elle prolongeait la rue Saint-Christophe qui menait au parvis Notre-Dame. Y aboutissaient au nord, la rue Saint-Éloi et la rue aux Fèves ; au sud, la rue des Cargaisons et le passage Saint-Germain-le-Vieux.
Juste avant la Révolution française, elle était à cheval sur plusieurs paroisses : Saint-Germain-le-Vieux au sud et à l'est, Saint-Pierre-des-Arcis au nord, sauf les dernières parcelles à l'angle nord-est avec la rue de la Barillerie dont les étages dépendaient de Saint-Pierre-des-Arcis, mais les boutiques appartenaient à la paroisse Saint-Barthélemy. Pendant la Révolution française, elle fait partie de la section de la Cité, qui devient le quartier de la Cité lors de la création de l'ancien 9e arrondissement en 1795.

## Historique
Saint Marcel (Ve siècle) serait peut-être né dans cette rue. La rue existe déjà en 1250. Elle est alors dénommée « rue qui va du Petit-Pont à la place Saint-Michel ». La place Saint-Michel ne désigne pas l'actuelle place Saint-Michel mais l'espace situé rue de la Barillerie devant la chapelle Saint-Michel-du-Palais. La rue était dans l'alignement de la porte donnant accès au palais de la Cité.
Dans le poème Le Dit des rues de Paris, Guillot de Paris la nomme « rue de Kalendre ».
Le jour de l'Ascension, le clergé de Notre-Dame y faisait une station.
En 1620, Armand-Jean de Mauvillain (médecin et ami de Molière), est né au domicile de ses parents qui louent, dans cette rue, une maison avec boutique à l'enseigne du Dauphin.
En 1631, Théophraste Renaudot, résidant dans la maison du Grand Coq, y rédige La Gazette.
En 1702, la rue, qui fait partie du quartier de la Cité, possède 65 maisons et 8 lanternes.
Voltaire qui habitait rue de la Calandre y fut arrêté le jour de la Pentecôte 1717 pour avoir écrit une satire cruelle pour le Régent et enfermé à la Bastille jusqu'au 11 avril 1718.
La rue est détruite au début des années 1860 pour permettre la construction des bâtiments de la préfecture de Police de Paris, qui occupe la totalité de l'emprise de la rue.